# Wolfgang Weise (Mediziner)
Wolfgang Weise (* 12. März 1938 in Weimar; † 8. Mai 2006 in Magdeburg) war ein deutscher Gynäkologe, Geburtshelfer und Humangenetiker.

## Leben und Wirken
Wolfgang Weise wuchs in seiner Geburtsstadt Weimar auf. Er studierte von 1956 bis 1962 Medizin an der Friedrich-Schiller-Universität Jena und der Medizinischen Akademie Erfurt. Nach dem Staatsexamen leistete Weise seine Pflichtassistenzzeit ab und arbeitete als Landarzt in Bad Salzungen und in der Rhön. Nach seiner Promotion begann er eine Tätigkeit als Assistenzarzt an der Landesfrauenklinik der Medizinischen Akademie Magdeburg unter Egon Bernoth. 1968 wurde er Facharzt für Gynäkologie und Geburtshilfe. Habilitiert wurde Weise 1974 mit einer Arbeit zum Thema „Zytogenetische Untersuchungen bei generativ gestörten Frauen und exogen beeinflussten Schwangerschaftsprodukten.“ Er absolvierte danach eine zweite Weiterbildung im Fach Humangenetik, die er 1978 mit dem Facharzt abschloss. 1985 wurde Weise zum ordentlichen Professor berufen und mit der Leitung der Frauenklinik 2 der Medizinischen Akademie Magdeburg in der Leipziger Straße betraut, die zusammen mit der Frauenklinik 1 (Landesfrauenklinik) unter dem Direktorat von Bernd Seifert stand. Mit der politischen Wende und dem Ausscheiden Seiferts wurde das Direktorat über beide Kliniken an Weise übertragen. 1992 erhielt er die C4-Professur für Gynäkologie und Geburtshilfe an der 1993 neu gegründeten Otto-von-Guericke-Universität Magdeburg. Weise leitete die Klinik vierzehn Jahre. 1994 erfolgte eine erste Sanierung der früheren Landesfrauenklinik als Vorbereitung auf eine räumliche, personelle und fachliche Zusammenführung
beider Klinikbereiche in ein Gebäude. Dies war mit einer Reduzierung der Betten von 370 auf 115 und einen Abbau von Personal verbunden. Von 2000 bis 2004 wurde das Gebäude unter Weise umfassend saniert und erweitert, bevor er 2004 emeritiert wurde. Zu seinem Nachfolger wurde Serban-Dan Costa berufen und mit der Leitung der Universitätsfrauenklinik betraut.
Weise verfasste etwa 200 Publikationen und hielt mehr als 300 Vorträge zu nahezu allen Themen der Frauenheilkunde. Zu seinen engeren Arbeitsgebieten zählten die pränatale Diagnostik, die Fetaltherapie und die Zytogenetik.
Wolfgang Weise war Mitglied und Vorstandsmitglied zahlreicher nationaler und internationaler wissenschaftlicher Fachgesellschaften und gehörte mehreren Kommissionen der Ärztekammer Sachsen-Anhalts an. Er war nach der Wende initiierendes Gründungsmitglied des Berufsverbandes der Frauenärzte Sachsen-Anhalt, dem er 15 Jahre als Landesvorsitzender vorstand. Er gehörte neben Martin Link (1934–2005), Dresden, Hans-Joachim Seewald (* 1937), Jena, und Reinhold Schwarz (1929–2017), Rostock, zu den Ersten, die sich um den Aufbau der Strukturen des Verbandes in den neuen Bundesländern bemühten. Weise war ein entschiedener Verfechter der Einheit des Faches Frauenheilkunde und Geburtshilfe. In seiner Abschiedsvorlesung Was heißt und zu welchem Ende studiert man Medizin? im Dezember 2004 hielt er eine Rückschau auf vierzig Jahre Frauenheilkunde in gesellschaftlichem Kontext der jeweiligen Gegebenheiten.
Weise war mit der Ärztin Gerlinde Weise verheiratet und hatte zwei Kinder. Er spielte Geige in einem
Streichquartett, malte und zeichnete. Als geborener Weimaraner war er ein hervorragender Kenner der Klassiker und als Goethe-Liebhaber Mitglied der Goethe-Gesellschaft in Weimar.

## Schriften (Auswahl)
- mit Gerhard Reichel: Fistelhäufigkeit nach empirisch durchgeführter Radiumdosierung. In: Zentralblatt für Gynäkologie. 90, 1968, S. 494.
- mit Klaus Zernahle, Uta Rogge, Martin Link: Beitrag zum Syndrom der testikulären Feminisierung. In: Zentralblatt für Gynäkologie. 92, 1970, S. 353.
- mit Martin Link: Beitrag zur Hydrorrhoea uteri gravidi bei exociprialer Schwangerschaft. In: Zentralblatt für Gynäkologie. 92, 1970, S. 674.
- mit Martin Link, Egon Bernoth: Kritische Überprüfung ein- und zweizeitiger Methoden der künstlichen Schwangerschaftsunterbrechung. In: Zentralblatt für Gynäkologie. 92, 1970, S. 841.
- Über die Fehldeutung zwischen Transvestismus und organischer Intersexualität. In: Zentralblatt für Gynäkologie. 95, 1973, S. 1825.
- Über die geburtshilflich-gynäkologischen Indikationen zur zytogenetischen Untersuchung. In: Zentralblatt für Gynäkologie. 96, 1974, S. 105.
- Zytogenetische und laparoskopische Untersuchungen bei primärer Sterilität. In: Zentralblatt für Gynäkologie. 96, 1974, S. 178.
- Über die pränatale zytogenetische Diagnostik von intrauterinen Virusinfektionen. In: Zentralblatt für Gynäkologie. 96, 1974, S. 1096–1102.
- Elterliche Chromosomenanomalien als eine Ursache der Anenzephalie. In: Zentralblatt für Gynäkologie. 96, 1974, S. 1227–1330.
- Zytogenetische Untersuchungen bei generativ gestörten Frauen und exogen beeinflussten Schwangerschaftsprodukten. Habilitationsschrift. Medizinische Akademie Magdeburg, 1974.
- mit Egon Bernoth, Martin Link, Hans Donat, Werner Kapitza: Vergleichende diagnostische Untersuchungen bei infertilen Männern. In: Archives of gynecology and obstetrics 228, 1979, S. 549–550.
- Gewinnung menschlicher Eizellen. In: Zentralblatt für Gynäkologie. 102, 1980, S. 753–761.
- mit Egon Bernoth, Martin Link: Gynäkologie: Differentialdiagnose und Klinik. Thieme, Leipzig 1984.
- Die pränatale Diagnostik als ethische Herausforderung. In: Ärzteblatt Sachsen-Anhalt. 4, 1993, S. 618–629.
- mit Siegrid Schiller (Hrsg.): Das Mammakarzinom: Empfehlungen zur standardisierten Diagnostik, Therapie und Nachsorge. Medizinisch-Wissenschaftliche Gesellschaft für Geburtshilfe und Gynäkologie in Sachsen-Anhalt, Berufsverband der Frauenärzte, Landesverband Sachsen-Anhalt, Magdeburg 1996.
- mit Siegrid Schiller (Hrsg.): Der maligne Ovarialtumor. Empfehlungen zur standardisierten Diagnostik, Therapie und Nachsorge. Medizinisch-Wissenschaftliche Gesellschaft für Geburtshilfe und Gynäkologie in Sachsen-Anhalt, Berufsverband der Frauenärzte, Landesverband Sachsen-Anhalt, Magdeburg 1997.
- Gedanken zur Neufassung des § 218 a aus der Gegenwärtigkeit Goethes. In: Frauenarzt. 38, 1997, S. 1218–1220.
- Goethe und der § 218. In: Ärzteblatt Sachsen-Anhalt. 8, 1997, S. 35–36.
- Bedenken und Bedenkliches zur Neufassung des § 218a. In: Geburtshilfe und Frauenheilkunde. 58, 1998, M8.
- Haftung des Arztes bei Übersehen von Fehlbildungen. In: Frauenarzt. 43, 2002, S. 1150–1152.